# Nirvana (canción)
«Nirvana» es una canción grabada por la cantante rumana Inna para su quinto álbum de estudio del mismo nombre (2017). Fue lanzada digitalmente el 28 de noviembre de 2017 por Global Records, como el tercer sencillo del disco. La pista fue escrita por Inna y Thomas Troelsen, mientras que la producción fue manejada por Sebastian Barac, Marcel Botezan, David Ciente, Vlad Lucan y Troelsen. Musicalmente, «Nirvana» es una canción club con influencias latinas, acompañada por un rap en español durante su coro.
La pista ha recibido reseñas positivas por parte de los críticos de música, quienes elogiaron su naturaleza bailable y predijeron su éxito comercial, aunque algunos sintieron que era inferior a su trabajo anterior. Un video musical de acompañamiento fue subido al canal oficial de Inna en YouTube simultáneamente con el lanzamiento del sencillo, recibiendo críticas positivas. Filmado por Bogdan Păun del equipo de producción NGM Creative, se observó que el videoclip carecía de argumento. El video hace uso de una luz de neón y presenta a Inna con atuendos de diferentes marcas. Para una mayor promoción, la cantante interpretó «Nirvana» en las estaciones de radio nativas y apareció en Vocea României. Comercialmente, el sencillo alcanzó el top 3 en Rumania y Lituania, y el top 10 en Turquía.

## Antecedentes y composición
«Nirvana» fue escrita por Inna y Thomas Troelsen, mientras que la producción fue manejada por Sebastian Barac, Marcel Botezan, David Ciente, Vlad Lucan y Troelsen. Fue lanzada para su descarga digital como el tercer sencillo de su quinto álbum de estudio del mismo nombre (2017) el 28 de noviembre de 2017 por Global Records.
Musicalmente, es una canción de club, influenciada por la música latina. Su coro incorpora una porción de rap entregada en español, mientras que líricamente Inna «extraña a su interés amoroso». Comienza con las líneas «Boom boom, contigo te hace», mientras que otras incluyen «Nine one one, I'm on fire», «Smoking Nirvana / Ring the ala-the-la-larm / Smoking Nirvana / Come on ring the ala-la-la-larm» y «Pues sabes que tu corazón conmigo, Hace boom boom contigo». Jonathan Currinn del sitio web CelebMix notó la inclusión de un post-coro, comparando su estructura con las canciones «Heaven» (2016), «Ruleta» (2017) y «Bop Bop» (2015) de la cantante. Julien Goncalves, quien escribió para Pure Charts, pensó que Inna «sigue surfeando en la moda de la cultura latina [...] en un tempo sensual y febril», mientras que Valentin Malfroy del sitio web francés Aficia notó que la producción era similar a sus trabajos anteriores. La propia cantante dijo «[la canción] entrega un buen humor, es enérgica y fresca».

## Recepción
Tras su lanzamiento, «Nirvana» ha recibido reseñas positivas por parte de los críticos de música. Kevin Apaza de Direct Lyrics elogió la canción y su coro como «bueno», «sexy» y «fiestero», aunque la consideró inferior a los sencillos previos de Inna incluyendo «Hot» (2008), «10 Minutes» (2010) y «Cola Song» (2014). David Watt, quien escribió para el portal británico All-Noise, predijo el éxito comercial de «Nirvana»: «[...] es un éxito seguro». Malfroy de Aficia también lo notó como un éxito potencial. Goncalves de Pure Charts escribió: «Es bueno, "Nirvana" es una bomba donde el deseo se muestra a través de cada nota».

## Video musical
Un video musical de acompañamiento para «Nirvana» fue subido al canal oficial de Inna en YouTube simultáneamente con el lanzamiento del sencillo el 28 de noviembre, precedido por el estreno de dos teasers el 24 de noviembre y el 27 de noviembre de 2017. El equipo de producción NGM Creative fue contratado para el rodaje, de los cuales Bogdan Păun fue acreditado como el director y Alexandru Mureșan como el director de fotografía para el videoclip. RD Styling proporcionó la vestimenta para Inna de diferentes marcas incluyendo Alexandru Simedru, Trashkin, Vetements, Off White y Balenciaga. El estilo de peinado y el maquillaje fueron hechos por Make-up and Beauty Studio y Endorphin Lab. Direct Lyrics notó que el video musical «no tenía una trama general».
El video empieza con Inna caminando por un pasillo con bailarines de fondo, luciendo un atuendo similar al que usaba en su anterior video musical de «Ruleta», que consiste en pantalones cortos diseñados con huellas de animal y un abrigo largo con botas negras. Luego llega a una habitación con varias personas, observando a dos mujeres comiendo y bebiendo; el posicionamiento de productos de Coca-Cola también se incorpora a la escena. Otras escenas incluyen a Inna «descansando vestida con un atuendo verde azulado» y a ella en una caja de oro acompañada por dos mujeres con los brazos extendidos. El videoclip continúa de manera similar y termina con Inna mirando una cámara con un vestido azul. Casi todas las escenas hacen uso de luces de neón, con tomas cortadas que muestran a sus bailarines realizando una coreografía, y la cantante interpretando la canción contra múltiples telones.
El video musical fue bien recibido por los críticos. Apaza de Direct Lyrics escribió: «El videoclip [...] está lleno de efectos de luz, baile y tomas de belleza de Inna, y todo esto es exactamente lo que necesita una canción como "Nirvana", y no otra cosa. La música de Inna consiste en pasar un buen rato y liberar tu mente. Así que este video musical es más que adecuado». Son Güncelleme del periódico turco Vatan encontró que el video «se destaca por sus trajes especiales y maquillaje [...]», mientras que Malfroy de Aficia lo comparó con el video de Inna «In Your Eyes» (2013). Currinn de CelebMix etiquetó el videoclip como una mezcla entre los videos de la cantante «Club Rocker» (2011) y «Call the Police» (2016) con G Girls, diciendo además que: «La canción tiene profundidades ocultas con las que el video musical se relaciona bien». También comentó sobre la caja de oro que aparece en una escena: «Tiene un toque egipcio, aunque creemos que esto nos distrae de las imágenes principales». Watt de All-Noise encontró el video agradable, aunque lo llamó imperfecto, y notando que «Inna no puso mucho corazón o dinero en el video musical. Es evidente ya que el video es un MV simple de bajo presupuesto». Watt también señaló el aumento de peso de la cantante, declarando: «Su cuerpo todavía se ve muy bien, pero no está ni cerca de lo que solía ser durante los días de "Hot" y "Cola Song"».

## Presentaciones en vivo

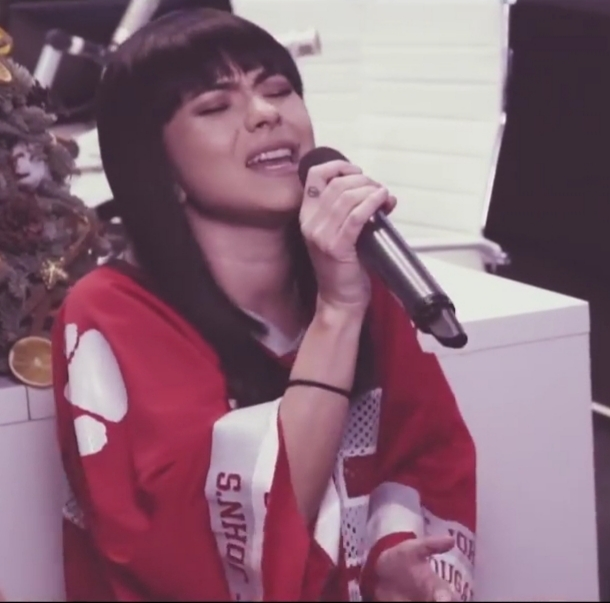
Inna interpretando «Nirvana» en la estación de radio rumana Virgin Radio Romania.

Inna interpretó la canción en vivo en la séptima temporada del show de talentos rumano Vocea României el 8 de diciembre de 2017, junto con «Ruleta». También apareció en la estación de radio rumana Kiss FM para cantar la canción cuatro días después. Inna estuvo acompañada por bailarines de fondo masculinos y de pie en una pirámide de luz circulante. Currinn pensó que la presentación fue «sobresaliente», mientras escribía: «Nos encanta cuando un artista trae una nueva e increíble presentación en vivo, e Inna seguramente lo ha hecho. Es como ninguna otra presentación que hayas visto». Inna también tenía programado cantar la canción para la estación de radio nativa Pro FM, pero la presentación fue cancelada debido a un resfrío. El 20 de diciembre de 2017, la cantante subió un video en YouTube de su interpretación de la canción con sus bailarines de fondo mientras caminaba por el edificio de Virgin Radio Romania, además de ofrecer una presentación reducida de «Nirvana» en el lugar.

## Formatos
- Descarga digital[3]

| Nirvana — Single |           |          |  |
| N.º              | Título    | Duración |  |
| 1.               | «Nirvana» | 3:14     |  |

## Posicionamiento en listas
| Rumania | Airplay 100       | 2 |
| Rumania | Radio Songs       | 3 |
| Rumania | TV Airplay        | 3 |
| Turquía | Number One Top 40 | 7 |

| Rumania | Airplay 100 | 22 |

## Historial de lanzamiento
| Región | Fecha                   | Formato(s)       | Discográfica |
| ------ | ----------------------- | ---------------- | ------------ |
| Mundo  | 28 de noviembre de 2017 | Descarga digital | Global       |